# Rugby Viadana 1970 2018-2019

## TOP12 2018-19

### Stagione regolare
| Incontro                | Andata | Ritorno |
| ----------------------- | ------ | ------- |
| Viadana — San Donà      | 45-7   | 9-18    |
| S.S. Lazio — Viadana    | 24-23  | 16-27   |
| Viadana — Petrarca      | 13-19  | 6-17    |
| Mogliano — Viadana      | 26-3   | 22-24   |
| Viadana — Reggio Emilia | 20-18  | 22-23   |
| I Medicei — Viadana     | 10-22  | 21-26   |
| Viadana — Fiamme Oro    | 27-14  | 24-29   |
| Valsugana — Viadana     | 20-14  | 26-41   |
| Viadana — Rovigo        | 9-28   | 7-40    |
| Viadana — Calvisano     | 20-31  | 16-36   |
| Verona — Viadana        | 22-18  | 30-34   |

#### Risultati della stagione regolare
| Posizione | G  | V | N | P  | PF  | PS  | DP  | B | Pt |
| --------- | -- | - | - | -- | --- | --- | --- | - | -- |
| 8ª        | 22 | 9 | 0 | 13 | 416 | 467 | -51 | 8 | 44 |

## Coppa Italia 2018-19

### Prima fase

#### Girone 2
| Incontro                | Andata | Ritorno |
| ----------------------- | ------ | ------- |
| Viadana — I Medicei     | 22-17  | 19-19   |
| Reggio Emilia — Viadana | 19-7   | 24-19   |
| S.S. Lazio — Viadana    | 19-33  | 15-47   |

##### Risultati del girone 2
| Posizione | G | V | N | P | PF  | PS  | DP  | B | Pt |
| --------- | - | - | - | - | --- | --- | --- | - | -- |
| 3ª        | 6 | 3 | 1 | 2 | 147 | 113 | +34 | 3 | 17 |